# Košice u Soběslavi
Košice (deutsch Koschitz) ist eine Gemeinde mit 719 Einwohnern (2006) in Tschechien. Sie liegt vier Kilometer südöstlich von Planá nad Lužnicí rechts der Lainsitz und gehört zum Okres Tábor. Die Katasterfläche beträgt 1399 ha.

## Geographie

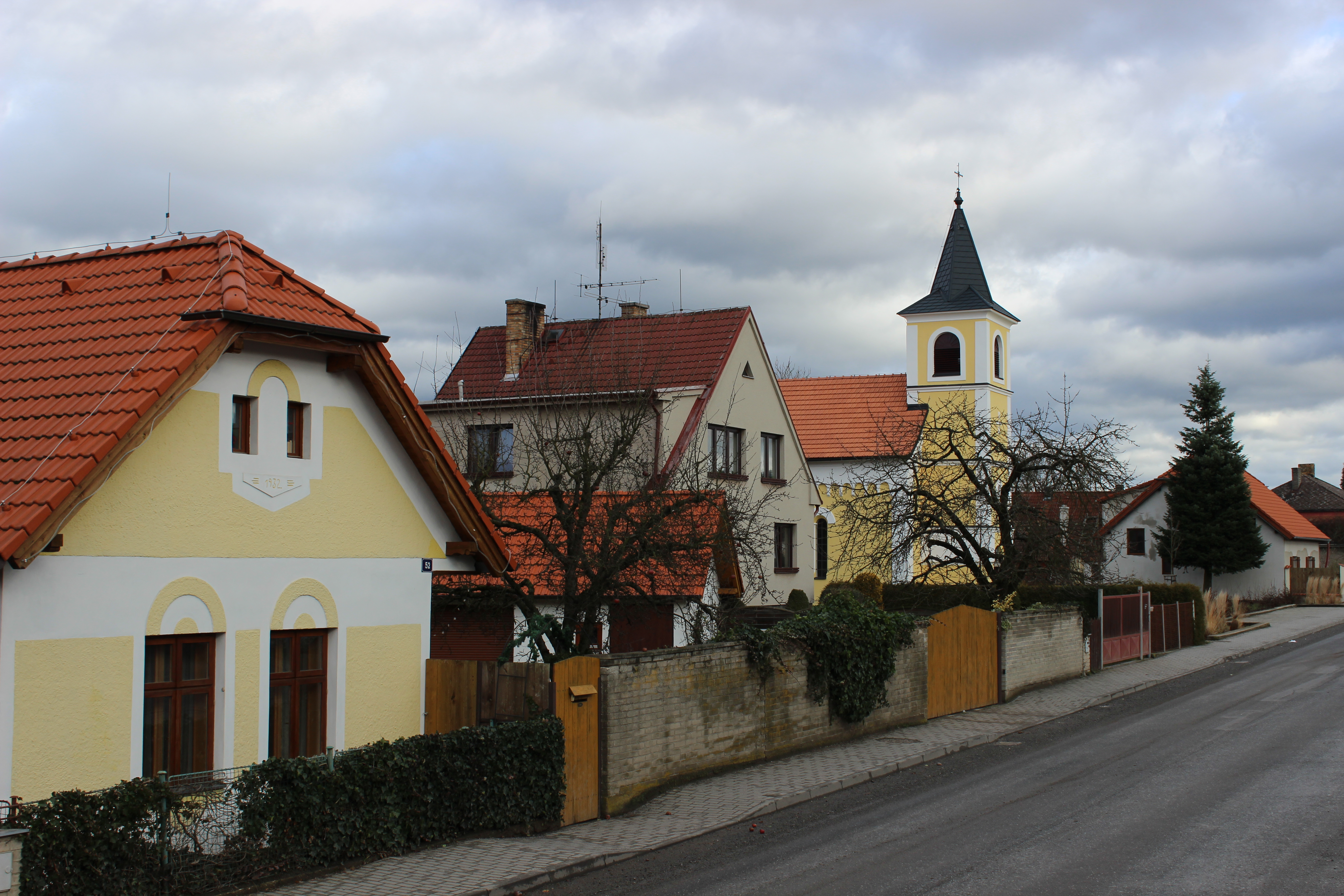
Košice

Die Gemeinde befindet sich in 450 m ü. M. zwei Kilometer östlich der Lainsitz am Übergang der Wittingauer Pfanne zum Wlaschimer Hügelland. Nordwestlich liegen die Teiche der Stadt Planá nad Lužnicí. Östlich erhebt sich der 532 hohe Čermákův vrch.
Nachbarorte sind Borek im Norden, Dlouhá Lhota im Nordosten, Chabrovice, Krátošice und Cabrky im Osten, Brandlín im Südosten, Myslkovice und Roudná im Süden, Doubí im Westen sowie Strkov und Planá nad Lužnicí im Nordwesten.

## Geschichte
Die erste schriftliche Erwähnung von Košice als Besitz der Burg Choustník stammt aus dem Jahre 1252. Ab 1454 gehörte das Dorf zur Herrschaft Brandlín. Im 15. Jahrhundert erfolgte eine Teilung des Dorfes, von dem der Edelmann Jan Rohlík den einen Anteil und das Geschlecht Von Kunstadt auf Tučapy den anderen Teil besaß. Zwischen 1547 und 1594 gehörte Košice zur Herrschaft Tábor, später zu Planá nad Lužnicí und bis zur Aufhebung der Patrimonialherrschaften im Jahre 1848 zum Grundherrschaft Želeč.
1787 wurde die erste Dorfschule eingerichtet, die ab 1874 dreiklassig geführt wurde. Im Jahre 1900 hatte Košice 768 Einwohner, hinzu kamen noch 55 in Borek und 144 in Doubí. Der Ort gehörte zum Sobieslauer Bezirk.

## Sehenswürdigkeiten
- Kapelle St. Anna, 1884 erbaut

## Gemeindegliederung
Zu Košice gehören die Ortsteile Doubí (Daub) und Borek.